# Basmat
Basmat är ett begrepp som myntats av KF:s Provkök i syfte att pedagogiskt påvisa vad som ska vara grunden i vårt dagliga näringsbehov. Idén om basmat utvecklades senare till matpyramiden som i sin tur inspirerade till andra kostpyramider.